# Stu
Stu ist ein englischer männlicher Vorname.

## Herkunft und Bedeutung
Der Name kann eine Kurzform des Vornamens Stuart und ein Spitzname für Stewart (Familienname) sein.

## Namensträger
- Stu Barnes (* 1970), kanadischer Eishockeyspieler
- Stu Bickel (* 1986), US-amerikanischer Eishockeyspieler
- Stu Block (* 1977), kanadischer Sänger
- Stu Butterfield (* um 1950), britischer Jazz- und Improvisationsmusiker (Schlagzeug)
- Stu Clancy (1906–1965), US-amerikanischer American-Football-Spieler
- Stu Goldberg (* 1954), US-amerikanischer Jazzkeyboarder und Filmkomponist
- Stu Grimson (* 1965), kanadischer Eishockeyspieler
- Stu Hacohen (1929–2006), israelischer Jazzmusiker, Arrangeur, Komponist und Musikpädagoge
- Stu Hamer (1934–2014), britischer Jazzmusiker
- Stu Hart (1915–2003), kanadischer Wrestler
- Stu Linder (1931–2006), US-amerikanischer Filmeditor
- Stu Martin (1938–1980), US-amerikanischer Jazzschlagzeuger
- Stu Nahan (1926–2007), US-amerikanischer Schauspieler und Sportkommentator
- Stu Phillips (* 1929), US-amerikanischer Filmkomponist
- Stu Ungar (1953–1998), US-amerikanischer Poker- und Gin-Rummy-Spieler
- Stu Williamson (1933–1991), US-amerikanischer Jazzposaunist und Trompeter
- Stu Wilson (1954–2025), neuseeländischer Rugby-Union-Spieler